# 阿鲁语
阿鲁语是一种在中国云南省金平苗族瑶族傣族自治县、绿春县、江城哈尼族彝族自治县和元阳县使用的未被分类的彝语。阿鲁人也被外族人称为鲁乌或倮乌。中国之外也有500至600名阿鲁人生活在老挝丰沙里省本代县。
阿鲁人会在"阿卑节"("少女节")上演奏有5个管的口风琴。

## 分类
Hsiu (2017)认为阿鲁语可能和腊罗语有亲缘关系，但这因为资料短缺而没有证据支持。

## 分布
在金平苗族瑶族傣族自治县，阿鲁语的使用地区有丫口遮村老集寨乡(在罗盘,田头、回龙寨、老寨、中寨、西哈底、黑山、阿咪笼、卡边寨、安乐寨、南鲁等村使用。)(金平县民族志 2013:101)。截止2005年共有1,264户的5,307 人。
也在元阳县黄草岭乡哈马村和新街镇、绿春县大水沟使用。